# Kurov
Kurov (rusiń. Курiв, Kuriv) – wieś (obec) w północno-wschodniej Słowacji, położona w kraju preszowskim, w powiecie Bardejów.
We wsi działa Zakład Wychowania Fizycznego Odboj, ochotnicza straż pożarna, Związek Bojowników Antyfaszystowskich oraz Związek Myśliwych. Większość mieszkańców pracuje poza wsią m.in. w Krużlovie, Bardejowie, Preszowie i Koszycach.

## Położenie
Wieś leży ok. 6 km na południowy wschód od Przełęczy Tylickiej i ok. 12 km na północny zachód od Bardejowa. Jej zabudowania są skupione w głębokiej, bezleśnej dolince potoku Kurovec, którego źródła znajdują się pod samą Przełęczą Tylicką, a który uchodzi na południe od wsi do rzeki Topli jako jej lewostronny dopływ. Droga biegnąca od przejścia granicznego Muszynka-Kurov do drogi I/77 omija wieś, przebiegając wysoko stokiem po jej wschodniej stronie.

## Historia
Pierwsze wzmianki o miejscowości pochodzą z roku 1324 i 1332.
W średniowieczu wieś składała się z trzech części: Kurov, Venecia i Dujava.
W 1490 roku Kurov posiadał aż 65 gospodarstw. Już w 1490 roku Kurov posiadał murowany kościół rzymskokatolicki z drewnianą wieżą. Po wkroczeniu wojsk polskich na tereny wschodniej Słowacji, w latach 1490–92 Kurov został niemal wyludniony. Wojska polskie Jana Olbrachta, oblegając Bardejów, zdewastowały wieś Kurov na tyle, że w 1492 r. pozostało tylko 8 z 65 gospodarstw, podczas gdy tylko cztery z tych ośmiu były zamieszkane.
Pod koniec XVI wieku liczba mieszkańców Kurova znacznie wzrosła, dzięki tzw. kolonizacji wołoskiej, w czasie której do wsi przybyli mieszkańcy narodowości ruskiej i wyznania prawosławnego.
W 1600 roku w Kurovie istniały już 24 gospodarstwa. W urbarium majątku zamkowego Makovica z 1618 roku Kurów zaliczany jest do wsi słowackich.
Już w XVII wieku Kurov posiadał kościół rzymskokatolicki (murowany) i z cerkiew prawosławną (później greckokatolicką).
Po unii użhorodzkiej w 1646 r. prawosławni mieszkańcy Kurova przeszli na greckokatolicyzm. Od 1771 r. parafia wchodziła w skład biskupstwa mukaczewskiego, po utworzeniu diecezji preszowskiej w 1816 r. przeszła pod jej jurysdykcję. 
Według oficjalnego leksykonu z 1773 r. w Kurovie mówiono mieszanym językiem słowacko-ruskim ("Lingua Slavo-Ruthenica"). 
Około 1780 roku, kiedy księdzem greckokatolickim w Kurovie był Lazar Kozaković, mieszkańcy wybudowali w miejscu drewnianej cerkwi murowaną cerkiew.
W 1787 roku Kurov miał już 81 domów i 519 mieszkańców, w 1827 roku 92 domy i 704 mieszkańców. W 1828 r. spłonęła cała wieś wraz z cerkwią i kościołem.
W 1796 roku nad Kurovem utworzyło się oberwanie chmury, które spowodowało ogromną powódź. Zalana została wieś. Doprowadziło to do głodu.
W 1887 r. we wsi wybuchł duży pożar, w wyniku którego prawie cała wieś spłonęła. Pożar (i klęska nieurodzaju) spowodowały głód.
W 1880 roku rozpoczęła się masowa emigracja mieszkańców Kurova do USA. Do I wojny światowej z Kurova wyemigrowało ponad 100 osób. W USA Kurovianie pracowali głównie w kopalniach węgla i rudy żelaza w stanach Pensylwania i Cleveland. Zarabiali stosunkowo dobrze, więc część wracała do ojczyzny.
W 1903 r. wzniesiono nową, murowaną szkołę, w której obecnie mieści się przedszkole.
W 1920 r. w 90 domach w Kurovie mieszkało 517 mieszkańców (258 mężczyzn i 259 kobiet). Emigracja Kurovian za granicę trwała jeszcze po I wojnie światowej, choć przeniosła się do Kanady, Kuby, Argentyny, Peru, Brazylii, Panamy, Urugwaju. Do dziś w tych krajach mieszka kilkudziesięciu mieszkańców Kurova lub ich potomkowie.
W latach 1933-1935 z inicjatywy nauczyciela M. Ševčíka wybudowano drewniany dom kultury "Citatelna obšcestva imeni Duchnovica", w którym często organizowano imprezy kulturalne. Dziś budynek ten, jako wiejska szkoła, znajduje się w Muzeum Budownictwa Ludowego w Svidníku.
Podczas II wojny światowej około 20 mieszkańców Kurova zostało wysłanych na front wschodni i włoski w ramach armii słowackiej.
W 1943 r. w lasach w okolicach Kurova zaczęli pojawiać się pierwsi partyzanci, którzy organizowali zasadzki na mniejsze oddziały niemieckie. Mieszkańcy Kurova wspierali partyzantów.
W SNP uczestniczyło również sześciu mieszkańców Kurova.

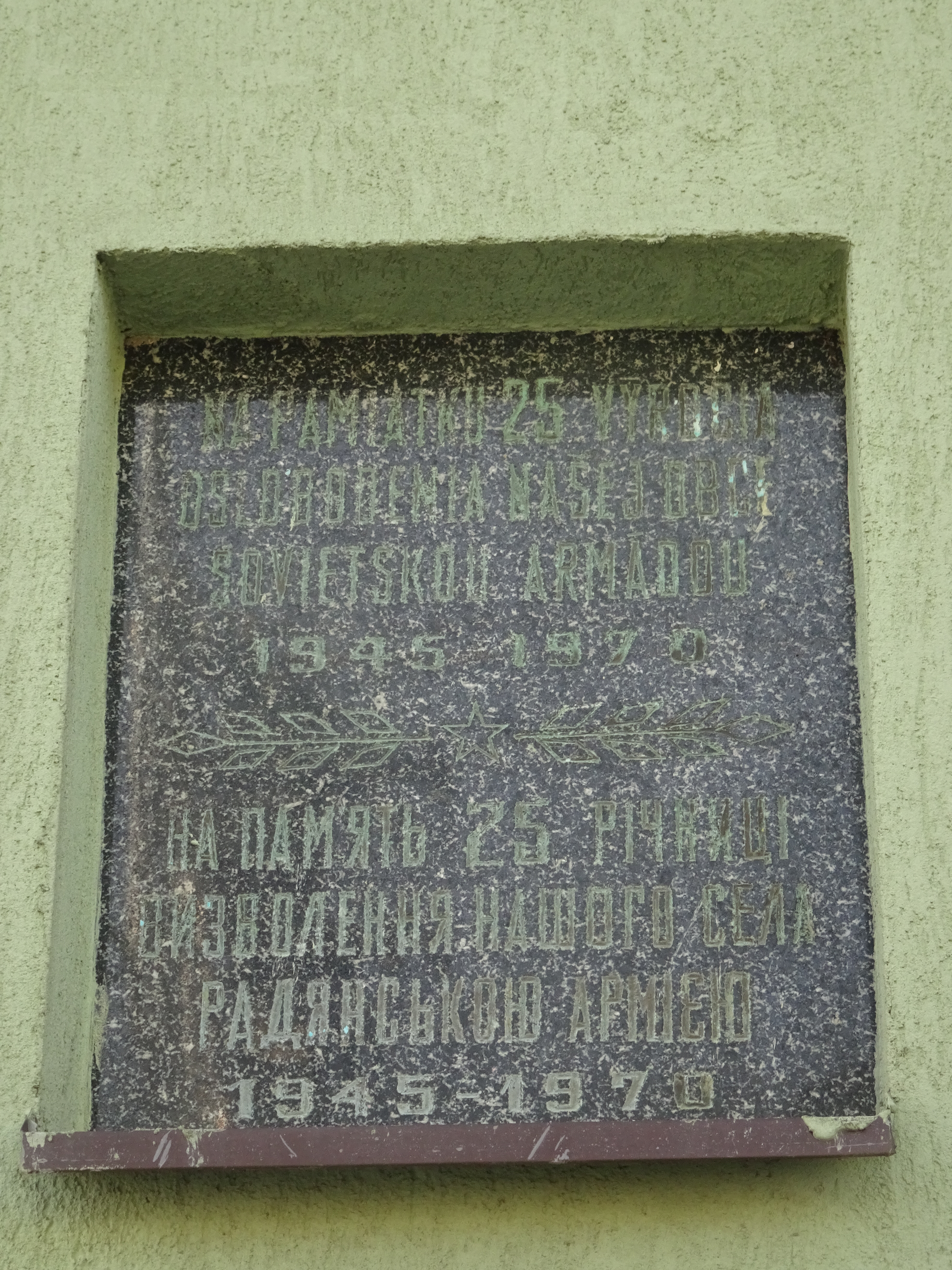
Tablica upamiętniająca 25 lecie wyzwolenia wsi

19 stycznia 1945 roku Kurov został wyzwolony.
3 lutego 1959 r. uruchomiono regularne połączenie autobusowe do wsi, zaś w 1960 r. doprowadzono elektryczność. W okresie powojennym zbudowano nowoczesną szkołę, dom kultury, sklep, boisko do piłki nożnej, remizę strażacką, asfaltową drogę, sieć wodociągową, uregulowano rzekę Kurovec i przebudowano przedszkole.
W 1973 r. w Kurovie powstała Zjednoczona Spółdzielnia Chłopska, do której dobrowolnie przystąpili prawie wszyscy rolnicy.
W 1978 roku miały miejsce obchody 650. rocznicy pierwszej pisemnej wzmianki o Kurovie. Były one niezwykle udane. Było to swoiste spotkanie Kurovian, rozsianych po całym świecie.

## Demografia
Według danych z dnia 31 grudnia 2016, wieś zamieszkiwało 615 osób, w tym 311 kobiet i 304 mężczyzn.

## Religia
W Kurovie znajduje się cerkiew greckokatolicka, kościół rzymskokatolicki oraz cerkiew prawosławna.